# Drakensbergklipphoppare
Drakensbergklipphoppare (Chaetops aurantius) är en tätting i familjen klipphoppare inom ordningen tättingar, endemisk för bergskedjan Drakensberg i Sydafrika och Lesotho.

## Kännetecken

### Utseende
Drakensbergklipphopparen är en medelstor tätting med en kroppslängd på 23-25 centimeter. Den har en lång svart stjärt och starka ben. Adulta hanen har mörkgrått huvud med ett tunt vitt ögonbrynsstreck och en bred vit mustasch. Rygg och vingar är mörkgrå, medan undersidan är orange och övergumpen roströd.

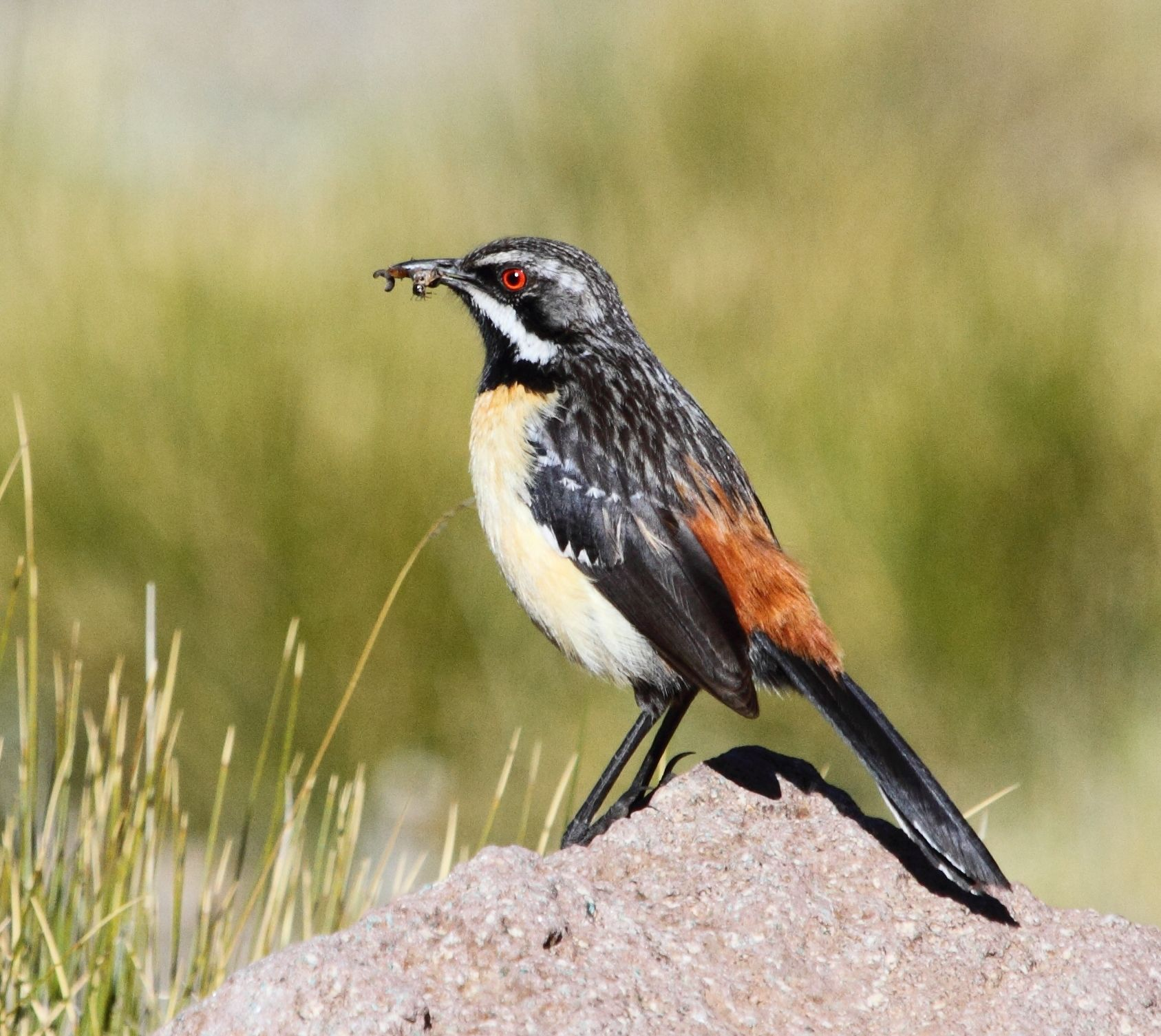
Hane drakensbergklipphoppare.

Hona och ungfågel har blekare grått på huvud, ovansida och vingar, mindre markant tecknat huvud, en orange övergump och brungul undersida. Den närbesläktade kapklipphopparen har roströd undersida hos hanen och mörkare gulbrun undersida hos hona och ungfåglar.

### Läten
Drakensbergklipphopparens läte liknar kapklipphopparens, en serie snabbt upprepade pipande visslingar.

## Utbredning och systematik
Fågeln förekommer på steniga bergssluttningar i Lesotho, Natal och östra Kapprovinsen. Vissa behandlar den som underart till kapklipphoppare (Chaetops frenatus). Den behandlas som monotypisk, det vill säga att den inte delas in i några underarter.

### Familjetillhörighet
Klipphopparna behandlades tidigare som udda trastar (i familjen Turdidae), men DNA-studier har avslöjat att de är systergrupp med de likaledes afrikanska kråktrastarna (Picathartidae). Dessa bildar en grupp tillsammans med den sydostasiatiska ralltrasten (Eupetidae).

## Levnadssätt
Drakensbergklipphopparen är en markhäckande art som födosöker på klippiga sluttningar. Som namnet avslöjar ses den ofta sitta på stenar och klipputsprång. Häckningen är ofta kooperativ på så sätt att två ytterligare individer, vanligtvis förra årets ungar, hjälper paret med att mata ungarna och försvara reviret.

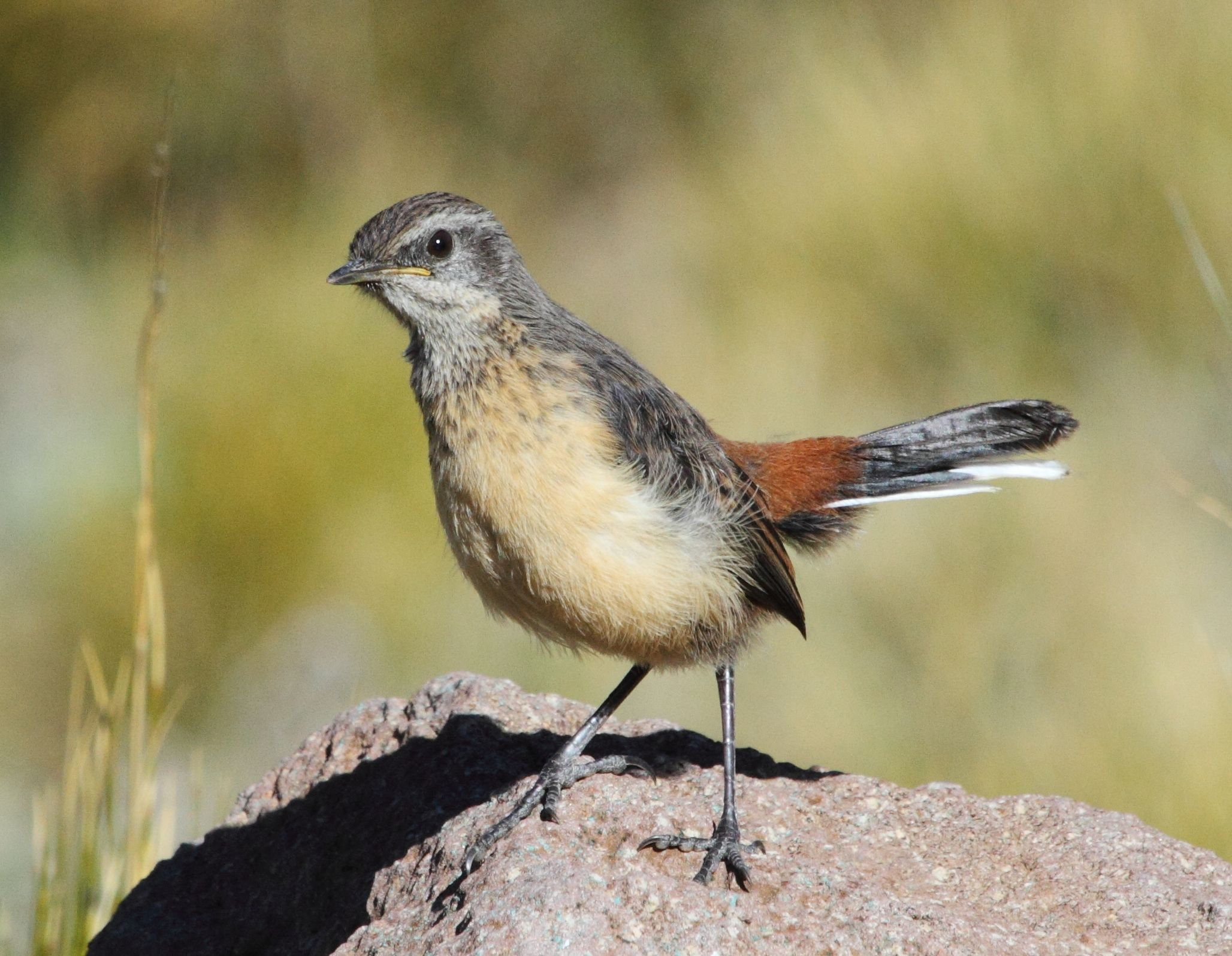
Ung drakensbergklipphoppare.

## Status och hot
Arten har en rätt liten världsutbredning och världspopulation som består av 100.000 till 500.000 individer, och som dessutom minskar relativt kraftigt. IUCN kategoriserar därför arten som nära hotad.